# Propalticus virgatus
Propalticus virgatus is een keversoort uit de familie Propalticidae. De wetenschappelijke naam van de soort is als Microloma virgatum voor het eerst geldig gepubliceerd in 1939 door John.
De soort is waargenomen op Sumatra (Indonesië).